# Pete (Disney)
Pete, también conocido como Peg Leg Pete (Pete Patapalo en España y Pedro Pata de Palo en Hispanoamérica), o Bad Pete (Pete el Malo en España y Pedro el Malo en Hispanoamérica), Black Pete, entre otros nombres, es un personaje de animación de Disney. Él es un enorme gato, representado a veces con una pata de palo, y es conocido como el enemigo número uno de Mickey Mouse y los demás personajes en su entorno. Aunque principalmente se le asocia con el universo de Mickey Mouse, Pete apareció en la serie de cortometrajes Alice Comedies, y posteriormente en los cortometrajes de Oswald el conejo afortunado, mucho antes de que Walt Disney creara a Mickey. Es el personaje animado de Disney más antiguo de carácter permanente. Fue un personaje relativamente oscuro hasta que aparece como un personaje regular en la década de 1990 en series de televisión como La Tropa Goofy.

## Historia

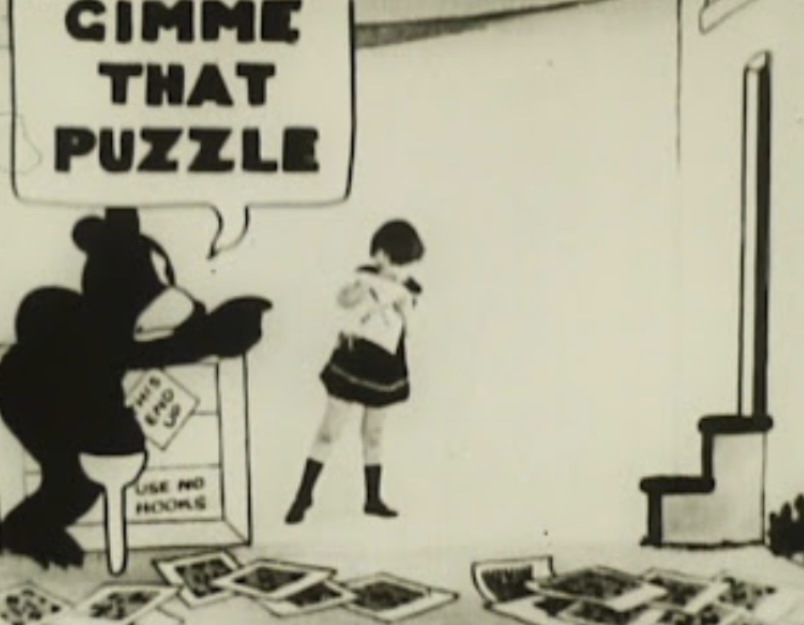
Primera aparición de Pete en Alice Solves the Puzzle.

Pete apareció por primera vez en Alice Solves the Puzzle (15 de febrero de 1925), de la serie de cortometrajes Alice Comedies, como Pirata Pete ("Bootleg Pete"), teniendo el aspecto de un oso con una pata de palo. Sus actividades lo llevaron a una playa en el tiempo para ver a Alice jugando con un crucigrama. Pete pasó a ser un coleccionista de crucigramas y Alice identificado la de ser un puzzle un poco ausente de su colección. El resto del corto se centró en su enemistarse con Alice y Julius el Gato. Desde entonces apareció como villano en la serie.

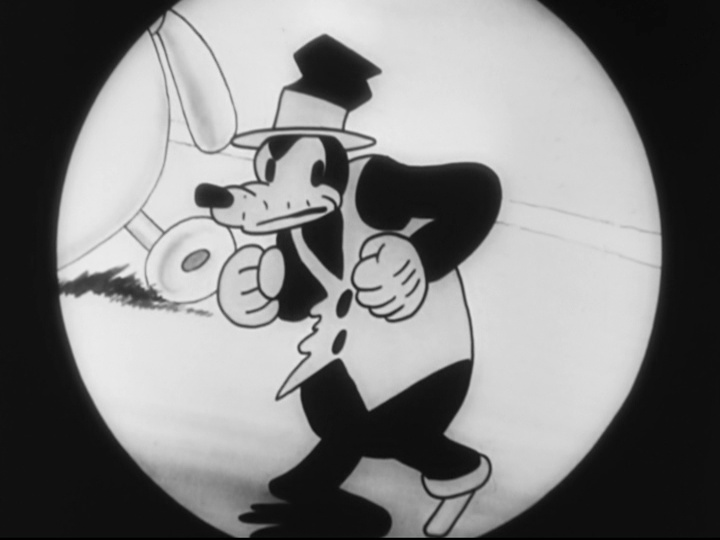
Aparición de "Peg Leg Pete" en The Ocean Hop.

Luego apareció como el enemigo de Oswald el conejo afortunado a partir de la caricatura The Ocean Hop (1927), siendo un enemigo recurrente en cortometrajes posteriores.
Después, cuando Mickey Mouse debutó en la caricatura Steamboat Willie (1928), Pete apareció como su rudo capitán, tras ello convirtiéndose en el archinémesis de Mickey en sus cortometrajes. Además de rivalizar con Mickey, también fue un rival recurrente del Pato Donald en cortometrajes protagonizados por él.
En los cómics, Pete a menudo aparece con enemigos de Mickey Mouse: Sylvester Shyster, Eli Squinch, Mancha Negra, o Tuerto. En un principio de las tiras cómicas, Pete fue como el esbirro de Sylvester Shyster, pero poco a poco comenzó a trabajar por su cuenta. A veces, Pete también hace equipo con otros malvados en el universo Disney, como los enemigos de Scrooge McDuck: los Beagle Boys y Magica De Spell. Y otros villanos como Madam Mim, el Capitán Garfio, o la Bruja Malvada. 

### Películas
En 1983, en la película Mickey's Christmas Carol, una adaptación del relato de Charles Dickens, Cuento de Navidad, con personajes de Disney, Pete fue representado como el Espíritu de la Navidad Futura, que se revela a sí mismo mediante la eliminación de su capucha y la iluminación de un puro, que también ilumina el grabado sobre la tumba de Ebenezer Scrooge, y solamente dice la frase "Es tu tumba, Ebenezer. ¡El hombre más rico del cementerio!", y riendo cruelmente.
En la película A Goofy Movie (1995) vuelve a ser como su versión de La Tropa Goofy, un padre de familia, con su hijo PJ ya adolescente, el mismo caso que Goofy y Max. Trabaja con Goofy en un estudio de fotos, aunque ahí le aconseja sobre la relación que deben tener padre e hijo, al igual que en la segunda parte An Extremely Goofy Movie (2000).
En el 2004, hizo de villano principal en el largometraje Mickey, Donald, Goofy: Los tres mosqueteros (con Mickey Mouse, el Pato Donald y Goofy como protagonistas). Pete apareció con el nombre de Capitán Pete con una pata de palo. Aquí, fue el capitán de los mosqueteros, con el fin de hacerse rey de Francia, con la ayuda de su lugarteniente, la Vaca Clarabelle, y unos bandidos basados en los Beagle Boys.

### Televisión
En la primera temporada de la serie de televisión Patoaventuras (1987), Pete apareció en algunos episodios. Sin embargo, fue retratado como un personaje diferente en cada una de sus apariciones. Debido a esto, no fue siempre un verdadero villano. En unos pocos episodios, incluso termina en paz con el grupo de Scrooge McDuck. Los diversos Petes parecen ser sus propios personajes, como dos de ellos vivían en diferentes períodos de tiempo, y Scrooge nunca le reconoce, a pesar de los anteriores encuentros que pueden haber tenido con cualquiera de los otros Petes.
En la serie de televisión La Tropa Goofy (1992), Pete tiene una familia que incluye a su esposa Peg, su hijo Pete Junior (P.J. para abreviar), su hija Pistol, y su perro Chainsaw. Curiosamente, Pete, así como su familia, se asemeja a un perro, en contraposición a su imagen normal como un gato. Ellos viven al lado de Goofy y su hijo Max, y aunque ya no es abiertamente un villano, sigue siendo un gruñón y, a menudo, explota el buen corazón de Goofy e intenta ridiculizarlo.
Después de sus papeles en el universo de La Tropa Goofy, Pete volvió de nuevo a sus malas intenciones con Mickey Mouse en los cortos de la serie Mickey Mouse Works (1999-2000). Luego, en la serie House of Mouse (2001-2003), actúa como el villano principal, desempeñando el papel de malvado propietario del club, y en varios episodios intenta cerrar el club saboteando el show. También aparece en la película Mickey's House of Villains (2002), entre los demás villanos que se apoderan de la House of Mouse en la noche de Halloween.
Pete también aparece como personaje secundario de la serie de animación CGI La casa de Mickey Mouse (2006-2016), donde suele rivalizar con Mickey y sus amigos, aunque tiene un carácter más amigable, al igual que en su spin-off Mickey Mouse Mixed-Up Adventures  (2017-2021). En otro spin-off de ambas series, Mickey Mouse Funhouse (2021-presente), Pete suele aparecer tomando diferentes papeles, dependiendo de los lugares que Mickey y sus amigos visiten.
Pete aparece como personaje recurrente en la serie de cortos Mickey Mouse (2013-2019) y su spin-off The Wonderful World of Mickey Mouse (2020-2023), actuando ocasionalmente como antagonista en los episodios.

## Videojuegos
- Pete (ピート Pīto?) aparece en los videojuegos de Kingdom Hearts como la mano derecha de Maléfica.[5] Él fue un habitante de Ciudad Disney que tras ser desterrado fue encontrado por Maléfica, y desde entonces la ayuda a conquistar los mundos con la ayuda de los Sincorazón, o con otros villanos. Él es un enemigo recurrente en los juegos, apareciendo en los títulos Kingdom Hearts II, 358/2 Days, coded, Birth by Sleep, Dream Drop Distance, y Kingdom Hearts III.
- Pete aparece en el videojuego Epic Mickey con diferentes aspectos y encarnaciones.
- Pete es un personaje jugable en el juego de plataformas móviles Disney Magic Kingdoms. Antes de ser desbloqueado, él es el primer jefe enemigo en la historia principal del juego. En el juego él aparece con su aspecto de la película A Goofy Movie, teniendo también disponible un disfraz para crear con su apariencia en el cortometraje Get a Horse![6]